# Jennifer Davidson
Jennifer Davidson es una deportista estadounidense que compitió en bobsleigh en la modalidad doble. Ganó dos medallas de plata en el Campeonato Mundial de Bobsleigh, en los años 2000 y 2001.

## Palmarés internacional
| Campeonato Mundial | Campeonato Mundial    | Campeonato Mundial | Campeonato Mundial |
| Año                | Lugar                 | Medalla            | Prueba             |
| ------------------ | --------------------- | ------------------ | ------------------ |
| 2000               | Winterberg (Alemania) | Medalla de plata   | Doble              |
| 2001               | Calgary (Canadá)      | Medalla de plata   | Doble              |